# Gibson EDS-1275
Pour les articles homonymes, voir EDS.
La Gibson EDS-1275 (Electric Double Spanish) est une guitare électrique à double manche fabriquée par la firme américaine Gibson Guitar Corporation. Le manche du bas est standard, en 6 cordes pour les solos et le jeu en legato ; celui du haut est équipé de 12 cordes pour l'accompagnement ou le jeu en arpèges.

## Histoire
Les premières guitares doubles manches Gibson furent produites de 1958 à 1961. Elles disposaient d’un corps creux et de deux manches à 6 cordes, l’un ayant une longueur de corde vibrante plus courte et étant accordé une octave plus haute. De 1962 à 1967, le modèle existant disposait d’un corps plein.
De 1962 à 1968, le modèle EBS-1250 double manche disposant d’un manche basse 4 cordes et d’un manche guitare à 6 cordes fut produit. Le modèle avait un circuit « fuzztone » et a été réédité de 1977 à 1978.
En 1963, le modèle EDS-1275 arriva sur le marché. Le manche du haut disposait de 12 cordes et celui du bas 6 cordes. Ce modèle double manche ressemble beaucoup à la Gibson SG et dispose aussi d’un corps plein. Nombreux appelaient la guitare "SG double manche“, dû à la ressemblance avec la SG. Néanmoins, contrairement à la SG, l’EDS-1275 dispose d’une touche plus petite et d’un cordier fixe. Cette version restera disponible jusqu’en 1968.
En 1974, Gibson recommence la production du modèle, qui restera disponible jusqu’en 1998.
Gibson a depuis réédité le modèle plusieurs fois.

## Caractéristiques
Elle fut produite à la demande de certains musiciens désirant utiliser les deux types de sons sur scène sans avoir à changer fréquemment d'instrument. Jimmy Page explique dans une interview de 2006 que Stairway To Heaven était initialement joué sur une guitare six et douze corde. La Gibson EDS-1275 lui permettait alors de jouer cette chanson en concert, sans devoir changer de guitare.
En plus des possibilités classiques, ce modèle permet de produire un enrichissement du son très particulier (aigus et médiums plus fouillés et cristallins que sur la SG) en laissant tous les microphones actifs grâce à la position mixte du sélecteur général (électronique 6 cordes seule, douze cordes seule, ou dans ce cas précis, les deux simultanément). Les résonances ainsi obtenues par sympathie de vibrations sont propres à la EDS-1275.

## Joueurs Notables

### Jimmy Page
L'EDS-1275 est devenue célèbre grâce à Jimmy Page, guitariste de Led Zeppelin, qui l'employait sur scène pour certains morceaux (Stairway to Heaven, The Song Remains The Same, The Rain Song). Il s'agit d'un modèle de 1968 et a été fabriqué sur mesure.

### Slash

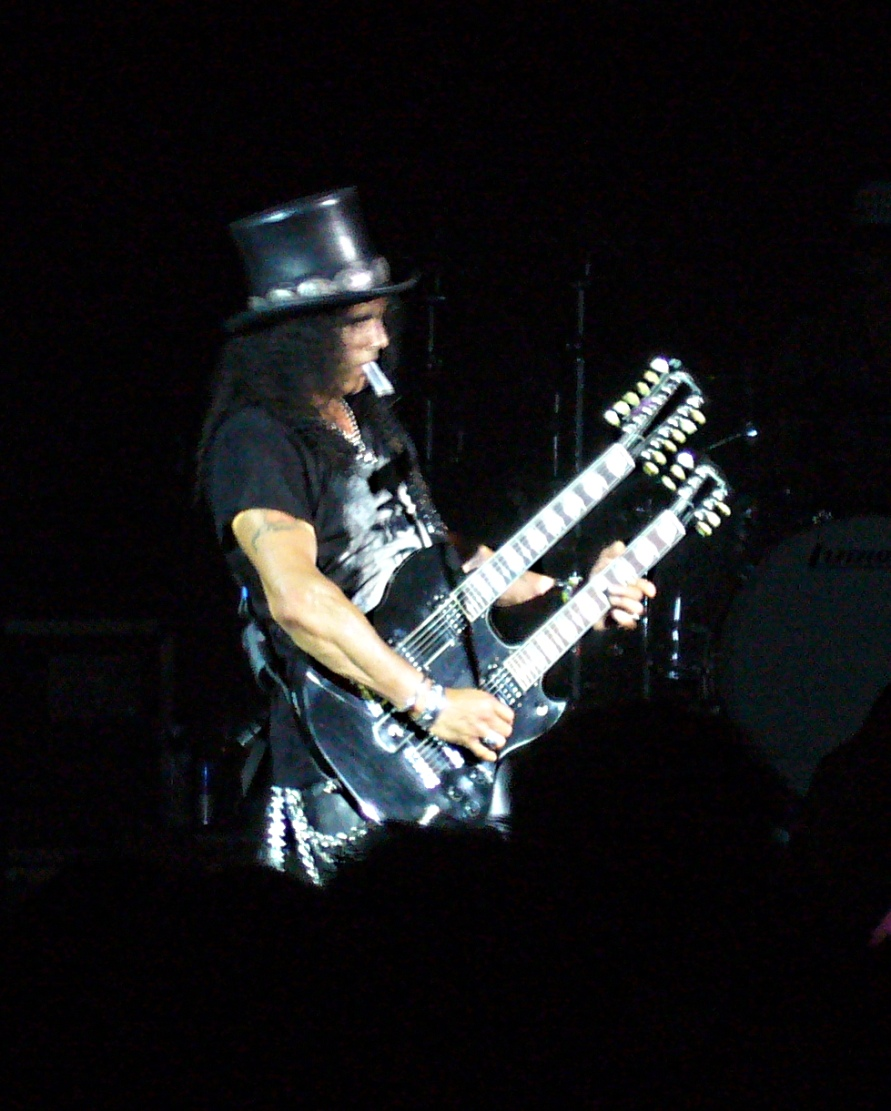
Slash jouant avec une EDS-1275 noire lors d'un concert des Velvet Revolver.

Slash, guitariste des Guns N' Roses, utilisait cette guitare pour des chansons comme Knockin' on Heaven's Door et Patience. 

### Don Felder
Don Felder des Eagles  utilisa cette guitare sur scène pour le titre phare du groupe : Hotel California.

### John McLaughlin
Elle était également utilisée par John McLaughlin (fraîchement sorti du groupe de Miles Davis) avec le Mahavishnu Orchestra. John McLaughlin avait la particularité (et le mérite) de jouer sur une Gibson EDS-1275, tout son répertoire Jazz-Rock, particulièrement complexe et plein de virtuosité.

### Autres joueurs notables
- Elvis Presley: pour le film de 1966 Spinout  - Rare déclinaison de la Gibson EBS-1250 Double Bass avec manche de basse 6 cordes (identique à la EB-6) / Guitare 6 cordes.
- Les Holroyd (Barclay James Harvest ): sur "Rock'n'roll Star" de l'album Octoberon
- Alex Lifeson (Rush): sur Xanadu
- Steve Clark
- Steve Miller
- Roger Hodgson (Supertramp) : de couleur blanche, utilisée pour les morceaux "Asylum" et "From Now On" sur les tournées promotionnelles de "Breakfast in America" et de "Famous Last Words"

## Voir Aussi
- Guitare à double manche
- Liste des produits Gibson